# Izdebki-Wąsy
Izdebki-Wąsy – wieś w Polsce położona w województwie mazowieckim, w powiecie siedleckim, w gminie Zbuczyn. Ma status sołectwa.
W latach 1954–1959 wieś należała i była siedzibą władz gromady Izdebki-Wąsy, po jej zniesieniu w gromadzie Krzesk Stary, po zniesieniu tejże w 1961 r. w gromadzie Krzesk. W latach 1975–1998 miejscowość administracyjnie należała do województwa siedleckiego.
Wieś jest gniazdem rodu Izdebskich, herbu Pomian.
Wierni Kościoła rzymskokatolickiego należą do parafii Matki Bożej Częstochowskiej w Krzesku-Majątku.